# Minor Keith
Pour les articles homonymes, voir Keith.
Minor Cooper Keith (né le 19 janvier 1848 à Brooklyn, New York et mort le 14 juin 1929, d'une pneumonie) est un homme d'affaires et industriel américain, fondateur de la United Fruit Company et du Chemin de fer du Costa Rica qui connecta le centre du pays avec l'Atlantique.